# Amsterdamse stadsroutes
De Amsterdamse stadsroutes zijn hoofdverkeerswegen in en nabij Amsterdam met een wegnummer in de reeks S100 - S118. De stadsroutes S101 - S118 zijn radialen en komen elk overeen met precies één afrit van de ringweg A10, en de meeste daarvan eindigen op de centrumring S100. De S106, S108, S109, S111, S112, S113 en S114 geven bovendien aansluiting op de A9, de S102 en S103 op de A5 en de S114 ook nog op de A1.
- (Centrumring): De Ruijterkade – Westerdoksdijk – Van Diemenstraat – Houtmankade – Nassaukade – Stadhouderskade – Mauritskade – Zeeburgerdijk – Panamalaan – Piet Heinkade
- Hempont (S152) – Nieuwe Hemweg – (S102)
- (N202) – Westpoortweg – Noordzeeweg – Basisweg – Transformatorweg – Spaarndammerdijk – Spaarndammertunnel – (S100)
- (S102) – Dortmuiden – Tijnmuiden – Abberdaan – Jarmuiden – Sierenborch – Theemsweg – Seineweg – N200 Haarlemmerweg – (S100)
- (N200 / S103) – Haarlemmerweg – Burgemeester De Vlugtlaan – Bos en Lommerweg – (S103)
- (S104) – Slotermeerlaan – Burgemeester Röellstraat – Jan van Galenstraat – Tweede Hugo de Grootstraat – (S100)
- (A9) – Amsterdamse Baan (T106) – Ookmeerweg – Meer en Vaart – Cornelis Lelylaan – Surinameplein – Surinamestraat – Overtoom – (S100)
- (S106 Ookmeerweg) – De Alpen – Ecuplein – Pieter Calandlaan – Baden Powellweg – Plesmanlaan – Johan Huizingalaan – Henk Sneevlietweg – Aalsmeerweg – Hoofddorpplein – Haarlemmermeerstraat – Surinameplein – (S106)
- (A9) – Keizer Karelweg – Amsterdamseweg – Amstelveenseweg – Stadionweg – Hobbemakade – (S100)
- (A9 / N522) – Oranjebaan – Beneluxbaan – Buitenveldertselaan – Van Nijenrodeweg – Europaboulevard – Europaplein (RAI) – Wielingenstraat – Diepenbrockstraat – (S108)
- (A2) – Utrechtsebrug – President Kennedylaan – Amsteldijk – (S100)
- (A2 / A9) – Meibergdreef – Muntbergweg – Holterbergweg – Spaklerweg – Overzichtweg – Julianaplein – (S112)
  - aftakking: (A10) – Van Marwijk Kooystraat – Spaklerweg
- (Zuidoost-corridor): Meibergdreef – Holendrechtdreef – Meerkerkdreef – Langbroekdreef – (Gaasperdammerweg A9) – Gooiseweg – (A10) – Wibautstraat – Rhijnspoorplein – (S100)
- (Gaasperdammerweg A9 / N236) – Kromwijkdreef – Karspeldreef – 's-Gravendijkdreef – Bijlmerdreef – Elsrijkdreef – Provincialeweg – Muiderstraatweg – Hartveldseweg – Middenweg – Oetewalerbrug – Linnaeusstraat – (S100)
- (Oost-corridor): (A1) – Diemerpolderweg – Fortdiemerdamweg – Muiderlaan – Pampuslaan – IJburglaan – Piet Heintunnel – (S100)
- (A10) – Zuiderzeeweg – IJdoornlaan – (S116 / S117)
- (Noord-corridor): (A10 / N247) – Nieuwe Leeuwarderweg – IJ-tunnel – Kattenburgerstraat – (S100)
- (A10) – IJdoornlaan – (S115 / S116)
- : (A8 / N516 / S150) – Verlengde Stellingweg – (A10) – Molenaarsweg – Coentunnelcircuit – Cornelis Douwesweg – Klaprozenweg – Papaverweg – Mosplein – Johan van Hasseltweg – (S116)

De dwarsverbindingen S207 en S211 kwamen vroeger voor maar zijn inmiddels verdwenen.

## Hoofdnet Auto
De gemeente Amsterdam heeft een aantal doorgaande wegen vastgesteld die tezamen het Hoofdnet Auto vormen. Deze wegen worden niet, zoals de minder belangrijke wegen en straten, door de stadsdelen beheerd. De meeste stadsroutes en de Stadshartlus maken deel uit van het Hoofdnet Auto.
Binnen het Hoofdnet Auto heeft de gemeente in 2005 enkele routes, de auto-corridors aangewezen als het belangrijkst voor de doorstroming van het gemotoriseerde verkeer. Dit zijn:
- de Centrumring, de S100,
- de West-corridor, een deel van de S101 en S102, vanaf het centrum via de Transformatorweg naar de A10,
- de Zuidoost-corridor, de S112, vanaf het centrum via de Wibautstraat en de Gooiseweg naar de A10 en de A9,
- de Oost-corridor, de S114, vanaf het centrum via de Piet Heintunnel naar de A10,
- de Noord-corridor, de S116, vanaf het centrum via de IJtunnel en de Nieuwe Leeuwarderweg naar de A10.